# 호스토멜 공항 전투
호스토멜 공항 전투 또는 안토노프 국제공항 전투(러시아어: Бои за аэропорт Антонов)는 2022년 2월 24일 러시아의 우크라이나 침공 당시 벌어진 전투이다. 러시아는 두 차례에 걸쳐 호스토멜 공항을 공격했다. 러시아 낙하산 부대로 구성된 첫 번째 공격은 2월 24일 공수강하하여 잠시 공항을 점령한 후 격퇴되었다. 2월 25일 벨라루스에서 진격하는 러시아 지상군으로 구성된 두 번째 공격은 교전 끝에 공항이 러시아에게 점령되었다.

## 전투

### 2022년 2월 24일
30대 이상의 러시아 헬리콥터가 군대와 장비가 키예프에서 10km 이내에 도착할 수 있는 공중 가교를 만들기 위한 시도로 키예프 근교 호스토멜 공항을 확보하기 위해 러시아 공수부대를 강하시켰다. 러시아군은 3시간의 전투 끝에 공항을 점령했지만 국민위병 제4신속대응연대의 우크라이나 반격이 뒤따랐다.
세계 최대 규모의 항공기 안토노프 An-225가 전투 개시 시점에 공항에 있었다. 교전에도 불구하고 온전한 것으로 확인됐다. 그러나, 3일 후 항공기가 격납고에서 공습으로 파괴되었다고 보고되었다.

### 2022년 2월 25일
2022년 2월 25일, 이반키우 전투에서 우크라이나의 방어를 돌파한 러시아 지상군이 공항을 다시 점령했다. 러시아 국방부에 따르면, 약 20대의 헬리콥터가 작전에 투입되고 전투가 진행되는 동안 200명의 우크라이나군이 사망했으며 러시아군은 사상자가 없는 것으로 파악됐다. 우크라니아 국방부는 비행장이 너무 심하게 훼손되어 러시아군이 사용할 수 없다고 주장했다.